# بروساسکو (پیمونت)
بروساسکو (به ایتالیایی: Brusasco) یک کومونه در ایتالیا است که در استان تورین واقع شده‌است. بروساسکو ۱۴٫۳۶ کیلومتر مربع مساحت و ۱٬۶۳۹ نفر جمعیت دارد.